# Deroxena
Deroxena là một chi bướm đêm thuộc họ Gelechiidae.